# Linn Svahn
Linn Maria Svahn  (* 9. Dezember 1999 in Lycksele) ist eine schwedische Skilangläuferin.

## Werdegang
Svahn, die für den Östersunds SK startet, nahm bis 2019 vorwiegend an Juniorenrennen teil. Zu Beginn der Saison 2018/19 lief sie in Östersund ihr erstes Rennen im Scandinavian-Cup und belegte dabei den achten Platz im Sprint. Im weiteren Saisonverlauf errang sie in Madona mit dem zweiten Platz im Sprint ihre erste Podestplatzierung im Scandinavian-Cup und zum Saisonende den 24. Platz in der Gesamtwertung des Scandinavian-Cups. Bei den Nordischen Junioren-Skiweltmeisterschaften 2019 in Lahti gewann sie mit der Staffel die Bronzemedaille. Zudem lief sie dort auf den 20. Platz über 5 km Freistil, auf den 11. Rang im 15-km-Massenstartrennen und auf den vierten Platz im Sprint. Ihr Debüt im Weltcup hatte sie im März 2019 in Falun. Dabei holte sie mit dem 21. Platz im Sprint ihre ersten Weltcuppunkte. Bei ihren zweiten Start im Weltcup im Dezember 2019 in Davos, holte sie im Sprint ihren ersten Weltcupsieg. Es folgten weitere Siege  zusammen mit Maja Dahlqvist im Teamsprint in Planica und in Dresden und im Sprint in Dresden und in Falun. Zum Saisonende kam sie bei der Skitour auf den 31. Platz und errang in Drammen den dritten Platz im Sprint. Sie gewann damit den Sprintweltcup und belegte im Gesamtweltcup den 16. Platz.
Nach Platz eins im Sprint und Gesamtrang sieben beim Ruka Triple, belegte Svahn mit drei Siegen den 14. Platz bei der Tour de Ski 2021. Auch die folgenden Rennen in Falun im Sprint und 10-km-Massenstartrennen konnte sie gewinnen. In Ulricehamn wurde sie Zweite im Teamsprint. Beim Saisonhöhepunkt, den Nordischen Skiweltmeisterschaften in Oberstdorf, lief sie den 11. Platz im Sprint. Zum Saisonende belegte sie im Engadin den 30. Platz im 10-km-Massenstartrennen und den 25. Rang in der Verfolgung und erreichte damit abschließend den siebten Platz im Gesamtweltcup und den dritten Rang im Sprintweltcup.
Aufgrund einer Schulterverletzung konnte Svahn nicht an den Olympischen Winterspielen 2022 teilnehmen. Dies gab sie in einem Interview mit der Boulevardzeitung Expressen im November 2021 bekannt. Der schwedische Skiverband teilte mit, dass Svahn in dieser Wintersaison bei keinem Wettkampf mehr antreten werde. Sie wird sich auf die Heilung und Rehabilitation ihrer operierten Schulter konzentrieren. Svahn war im Februar des Jahres bei einem Rennen in Ulricehamn gestürzt. Zunächst ging sie in eine Reha, aber nach einigen Monaten beschloss man die Operation der lädierten Schulter.
Ihr Comeback gab sie am 21. Januar 2023 beim Sprint in Livigno, bei dem sie direkt den vierten Platz errang. Den Teamsprint am darauffolgenden Tag gewann sie zusammen mit Maja Dahlqvist. In dieser Saison konnte Svahn kein Podest erreichen und wurde bei den Weltmeisterschaften in Planica sowohl im Sprint als auch über die 30 km Vierte. Die Saison beendete sie auf dem 53. Platz im Gesamtweltcup.

## Erfolge

### Siege bei Weltcuprennen

#### Weltcupsiege im Einzel
| Nr. | Datum             | Ort     | Disziplin                   |
| --- | ----------------- | ------- | --------------------------- |
| 1.  | 14. Dezember 2019 | Davos   | 1,5 km Sprint Freistil      |
| 2.  | 11. Januar 2020   | Dresden | 1,3 km Sprint Freistil      |
| 3.  | 8. Februar 2020   | Falun   | 1,4 km Sprint klassisch     |
| 4.  | 30. Januar 2021   | Falun   | 10 km klassisch Massenstart |
| 5.  | 31. Januar 2021   | Falun   | 1,4 km Sprint klassisch     |
| 6.  | 19. Januar 2024   | Oberhof | 1,3 km Sprint klassisch     |
| 7.  | 27. Januar 2024   | Goms    | 1,5 km Sprint Freistil      |
| 8.  | 13. Februar 2024  | Canmore | 1,3 km Sprint klassisch     |
| 9.  | 14. Februar 2025  | Falun   | 1,4 km Sprint klassisch     |

#### Etappensiege bei Weltcuprennen
| Nr. | Datum             | Ort           | Disziplin                   | Rennen              |
| --- | ----------------- | ------------- | --------------------------- | ------------------- |
| 1.  | 27. November 2020 | Ruka          | 1,4 km Sprint klassisch     | Nordic Opening 2020 |
| 2.  | 1. Januar 2021    | Val Müstair   | 1,4 km Sprint Freistil      | Tour de Ski 2021    |
| 3.  | 2. Januar 2021    | Val Müstair   | 10 km klassisch Massenstart | Tour de Ski 2021    |
| 4.  | 9. Januar 2021    | Val di Fiemme | 1,3 km Sprint klassisch     | Tour de Ski 2021    |
| 5.  | 30. Dezember 2023 | Toblach       | 1,4 km Sprint Freistil      | Tour de Ski 2023/24 |
| 6.  | 3. Januar 2024    | Davos         | 1,2 km Sprint Freistil      | Tour de Ski 2023/24 |
| 7.  | 6. Januar 2024    | Val di Fiemme | 15 km klassisch Massenstart | Tour de Ski 2023/24 |

#### Weltcupsiege im Team
| Nr. | Datum             | Ort     | Disziplin                         |
| --- | ----------------- | ------- | --------------------------------- |
| 1.  | 22. Dezember 2019 | Planica | 2 × 3,6 km Teamsprint Freistil 1  |
| 2.  | 12. Januar 2020   | Dresden | 6 × 1,3 km Teamsprint Freistil 1  |
| 3.  | 22. Januar 2023   | Livigno | 6 × 1,2 km Teamsprint Freistil 1  |
| 4.  | 21. Januar 2024   | Oberhof | 4 × 7,5 km Staffel 2              |
| 5.  | 26. Januar 2024   | Goms    | 4 × 5 km Mixed-Staffel 3          |
| 6.  | 1. März 2024      | Lahti   | 6 × 1,3 km Teamsprint klassisch 4 |

## Teilnahmen an Weltmeisterschaften

### Nordische Skiweltmeisterschaften
| Jahr und Ort    | Wettbewerb | Wettbewerb | Wettbewerb | Wettbewerb | Wettbewerb | Wettbewerb |
| Jahr und Ort    | 10 km      | Skiathlon  | 30 km      | Sprint     | Staffel    | Teamsprint |
| --------------- | ---------- | ---------- | ---------- | ---------- | ---------- | ---------- |
| Oberstdorf 2021 | –          | –          | –          | 11.        | –          | –          |
| Planica 2023    | –          | 16.        | 4.         | 4.         | –          | –          |

## Platzierungen im Weltcup

### Weltcup-Statistik
Die Tabelle zeigt die erreichten Platzierungen im Einzelnen.
- 1.–3. Platz: Anzahl der Podiumsplatzierungen
- Top 10: Anzahl der Platzierungen unter den ersten zehn
- Punkteränge: Anzahl der Platzierungen innerhalb der Punkteränge
- Starts: Anzahl gelaufener Rennen in der jeweiligen Disziplin
- Hinweis: Bei den Distanzrennen erfolgt die Einordnung gemäß FIS.

| Platzierung               | Distanzrennen a | Distanzrennen a | Distanzrennen a | Distanzrennen a | Distanzrennen a | Skiathlon Verfolgung | Sprint | Etappen- rennen b | Gesamt | Team   | Team    |
| Platzierung               | ≤ 5 km          | ≤ 10 km         | ≤ 15 km         | ≤ 30 km         | > 30 km         | Skiathlon Verfolgung | Sprint | Etappen- rennen b | Gesamt | Sprint | Staffel |
| ------------------------- | --------------- | --------------- | --------------- | --------------- | --------------- | -------------------- | ------ | ----------------- | ------ | ------ | ------- |
| 1. Platz                  |                 | 2               | 1               |                 |                 |                      | 13     |                   | 16     | 4      | 2       |
| 2. Platz                  |                 |                 |                 |                 |                 |                      | 5      |                   | 5      | 1      |         |
| 3. Platz                  |                 |                 |                 |                 |                 | 1                    | 3      |                   | 4      |        |         |
| Top 10                    |                 | 8               | 3               | 3               |                 | 3                    | 30     | 2                 | 49     | 5      | 2       |
| Punkteränge               |                 | 16              | 3               | 9               | 1               | 11                   | 34     | 4                 | 78     | 5      | 2       |
| Starts                    |                 | 19              | 3               | 9               | 2               | 11                   | 34     | 5                 | 83     | 5      | 3       |
| Stand: Saisonende 2024/25 |                 |                 |                 |                 |                 |                      |        |                   |        |        |         |

### Weltcup-Gesamtplatzierungen
| Saison  | Gesamt | Gesamt | Distanz | Distanz | Sprint | Sprint |
| Saison  | Punkte | Platz  | Punkte  | Platz   | Punkte | Platz  |
| ------- | ------ | ------ | ------- | ------- | ------ | ------ |
| 2018/19 | 10     | 99.    | -       | -       | 10     | 65.    |
| 2019/20 | 559    | 16.    | 50      | 39.     | 509    | 1.     |
| 2020/21 | 688    | 7.     | 269     | 14.     | 275    | 3.     |
| 2022/23 | 314    | 53.    | 52      | 67.     | 262    | 30.    |
| 2023/24 | 2571   | 2.     | 1072    | 8.      | 1274   | 1.     |
| 2024/25 | 626    | 30.    | 250     | 36.     | 238    | 28.    |